# Villaseca de la Sobarriba
Villaseca de la Sobarriba es una localidad española, perteneciente al municipio de Valdefresno, en la provincia de León y la comarca de La Sobarriba, en la Comunidad Autónoma de Castilla y León.

## Situación
Situado entre el Arroyo de la Trintera y en Arroyo de Carcavón, afluentes del Río Porma.
Los terrenos de Villaseca de la Sobarriba limitan con los de Villacil al norte, Navafría al noreste, Santibáñez de Porma al este, Paradilla de la Sobarriba al sureste, Sanfelismo y Arcahueja al sur, Valdelafuente al suroeste, Corbillos de la Sobarriba al oeste y Valdefresno al noroeste.
Perteneció a la antigua Hermandad de La Sobarriba.